# Doris Byer
Doris Byer (geboren als Doris Bernatzik 1942 in Wien) ist Historikerin, Kulturanthropologin und Autorin von akademischen Arbeiten, Romanen und Essays. Die Themen ihres publizistischen Werkes umkreisen Probleme der jüngeren Wissenschaftsgeschichte, Veränderungen postkolonialer Gesellschaften, Migrationsbewegungen, Transkulturalität und Rassismus. Sie lebte und arbeitete in Wien, Jamaika, auf den Salomon-Inseln, in Marokko, Mali und Frankreich.

## Laufbahn
Doris Bernatzik ist die jüngste Tochter der Ethnologen Emmy Winkler (1904–1977) und Hugo Bernatzik (1897–1953). 1966 erwarb sie an der Universität für Angewandte Kunst Wien das Diplom für Druckgraphik. Nach langjähriger Berufsausübung im Bereich visueller Kommunikation begann sie im Alter von vierzig Jahren das Universitätsstudium der Geschichte, Philosophie und Ethnologie in Wien. Sie diplomierte zum Thema Sozialbiologie und Austromarxismus. 1986 erwarb sie mit der Dissertation Strategen des Lebens – Rassenhygiene und Wohlfahrtspflege das Doktorat am Institut für Wirtschafts- und Sozialgeschichte in Wien. 
Nach einer interfakultativen Habilitation 1996 wurde sie Dozentin für Historische Anthropologie am Institut für Geschichte der Universität Wien. Neben ihrer Lehrtätigkeit im Rahmen langjähriger Forschungsprojekte, einer Anstellung als Kuratorin am Museum für Völkerkunde Wien (Oktober 1993 bis November 1994), sowie der Realisierung eines pädagogischen Hilfsprojekts auf den südöstlichen Salomon-Inseln, verwaltete sie zwischen 1980 und 2001 auch den Nachlass ihres Vaters, des Ethnologen und Forschungsreisenden Hugo Bernatzik. Ihre Arbeiten stehen in der Tradition von Dekonstruktion und postkolonialistischer Kulturwissenschaften, wobei ihre Texte zunehmend akademische und literarische Kategorien überschreiten.

## Schriften (Auswahl)
- Nation und Evolution. Aspekte einer politischen Anthropologie im Austromarxismus. In: H. Ehalt (Hrsg.): Zwischen Natur und Kultur – zur Kritik biologistischer Ansätze. Böhlau Verlag, Wien / Köln / Weimar 1985.
- Fremde Frauen. Photographien des Ethnographen Hugo A. Bernatzik 1925-1938. Verlag Brandstätter, Wien 1986.
- Rassenhygiene und Wohlfahrtspflege. Zur Entstehung eines sozialdemokratischen Machtdispositivs bis 1934. Campus Verlag, Frankfurt am Main 1987.
- Sexualität Macht Wohlfahrt. Zeitgemäße Erinnerungen an das „Rote Wien“. In: Zeitgeschichte. 14. Jahr, Heft 11/12, 1987.
- Von der Klasse zum Körper. Zur Entwicklung moderner Sozialtechniken infolge des Ersten Weltkrieges. In: Jahrbuch für Zeitgeschichte. Wien / Salzburg 1989.
- Die Rückkehr des „geraubten Schattens“. Ethnographische Photos kehren nach einem halben Jahrhundert an den Ort ihrer Entstehung zurück. In: T. Theye (Hrsg.): Der geraubte Schatten, Photographie als ethnographisches Dokument. Bucher, München 1989.
- Nicht im Kasten. Vom Abenteuer einer Fernsehdokumentation. Roman. Deutike Verlag, Wien 1993.
- Zum Problem eindeutiger Klassifikation. Diskursanalytische Perspektiven der Forschungen über Völkerkunde und Nationalsozialismus. In: T. Hauschild (Hrsg.): Lebenslust und Fremdenfurcht. Ethnologie im Dritten Reich. Suhrkamp Verlag, Frankfurt am Main 1995.
- Kunst, Kompensation und Moral. Über das Verstehen von Kunstwerken auf der Salomon Insel Owa Raha. In: Archiv für Völkerkunde. Band 49, Wien 1995.
- Die Große Insel – Südpazifische Lebensgeschichten. Zum Wandel einer matrilinearen Gesellschaft seit 1914. Böhlau, Wien / Köln / Weimar 1996, ISBN 3-205-98441-2.
- Begegnung im Abseits. E. E. Evans-Pritchard und H. A. Bernatzik im Sudan 1927. In: Peideuma. Band 42, Frankfurt am Main 1996.
- Der erste Mordprozess. Ein „zivilisatorisches“ Ereignis auf den südöstlichen Salomon-Inseln zur Zeit der britischen Intervention 1915. In: Historische Anthropologie. Band 5/1, 1997.
- Der Fall Hugo A. Bernatzik. Ein Leben zwischen Ethnologie und Öffentlichkeit. Böhlau, Köln / Weimar / Wien 1999.
- Evolutionistische Anthropologien. Zur Ambivalenz eines hundertjährigen Fortschritts-Paradigmas. In: M. Ash (Hrsg.): Wissenschaft, Politik und Öffentlichkeit. WUF, Wien 2001.
- Freiheit und Hybridität. Transkulturelle Lebensentwürfe postkolonialer Einwanderer in Essaouira. In: Postkoloniale Kulturgeschichten, Wiener Zeitschrift zur Geschichte der Neuzeit. Band 2/1, 2002.
- Essaouira, endlich. Roman. Droschl, Graz 2004.
- Zur Anthropologie des Reisens und Geschichte der Entwicklungstheorie. In: Herbert Baumhackl, Gabriele Habinger, Franz Kolland, Kurt Luger (Hrsg.): Tourismus in der „Dritten Welt“ – Zur Diskussion einer Entwicklungsperspektive. Promedia, Wien 2006, ISBN 978-3-85371-256-6. (= Historische Sozialkunde : [...], Internationale Entwicklung. 25)
- als Herausgeberin mit Christian Reder: Zeichnung als universelle Sprache / Drawing as universal language. Werke aus Melanesien und Südostasien / Graphics from Melanesia and South East Asia 1932-1937. Hugo A. Bernatzik Sammlung / Collection. Springer, Wien / New York NY 2011, ISBN 978-3-7091-0799-7.
- Mali. Eine Spurensuche. Mit Fotos von Abdoulaye Sima. Droschl, Graz 2014, ISBN 978-3-85420-956-0.
- Weiße Haut Schwarze Seele. Matthes& Seitz, Berlin 2022, ISBN 978-3-7518-0363-2.